# Grzymkowice (gmina)
Grzymkowice (od 1953 Dańków) – dawna gmina wiejska istniejąca do 1953 roku w woj. warszawskim, a następnie w woj. łódzkim. Nazwa gminy pochodzi od wsi Grzymkowice, lecz siedzibą władz gminy był Dańków.
W okresie międzywojennym gmina Grzymkowice należała do powiatu skierniewickiego w woj. warszawskim. 1 kwietnia 1939 roku gminę wraz z całym powiatem skierniewickim przeniesiono do woj. łódzkiego.
W 1928 roku wójtem był Franciszek Filipski, odznaczony Srebrnym Krzyżem Zasługi za „zasługi w pracy społecznej i samorządowej”.
Po wojnie gmina zachowała przynależność administracyjną. Według stanu z 1 lipca 1952 roku gmina Grzymkowice składała się z 15 gromad. 21 września 1953 roku jednostka o nazwie gmina Grzymkowice została zniesiona przez przemianowanie na gminę Dańków.